# 拉莫特圣埃赖
拉莫特圣埃赖（法語：La Mothe-Saint-Héray，法語發音：[la mɔt sɛ̃.t‿eʁɛ]）是法国德塞夫勒省的一个市镇，属于尼奥尔区。

## 地理
拉莫特圣埃赖（46°21'18"N, 0°6'36"W）面积14.92 平方千米，位于法国新阿基坦大区德塞夫勒省，该省份为法国西部内陆省份，北起曼恩-卢瓦尔省，西接旺代省，南至夏朗德省和滨海夏朗德省，东临维埃纳省。
与拉莫特圣埃赖接壤的市镇（或旧市镇、城区）包括：布贡、圣埃阿娜、萨勒、苏维涅、普拉耶-拉库阿尔德。

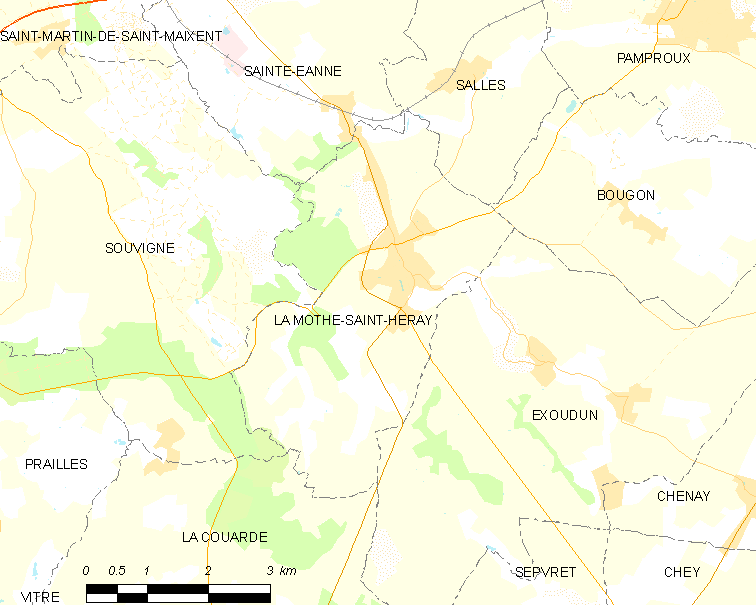
拉莫特圣埃赖的OSM定位图

拉莫特圣埃赖的时区为UTC+01:00、UTC+02:00（夏令时）。

## 行政
拉莫特圣埃赖的邮政编码为79800，INSEE市镇编码为79184。

## 政治
拉莫特圣埃赖所属的省级选区为贝勒河畔塞勒县。

## 人口

1962-2008年间拉莫特圣埃赖人口变化图示

拉莫特圣埃赖于2022年1月1日时的人口数量为1662人。